# Inversió tèrmica

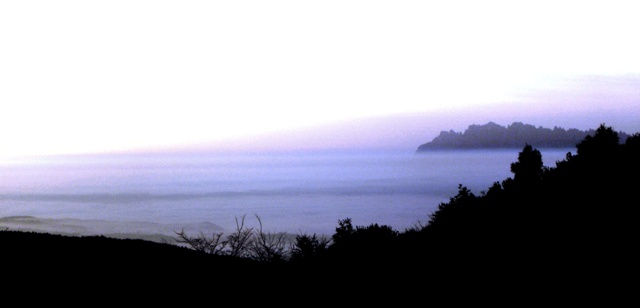
La inversió tèrmica arriba fins a una alçada determinada i així pot formar un mar de núvols com aquest de sota Montserrat

La inversió tèrmica és el fenomen atmosfèric pel qual la temperatura augmenta amb l'alçada, al contrari del que és usual.
Les condicions d'inversió tèrmica poden ser quasi permanents (corrents freds) o ocasionals (anticicló hivernal).
El fenomen de la inversió tèrmica és el responsable que l'aire calent (menys dens) no tingui aquesta tendència a pujar, per tant una situació d'inversió tèrmica pot provocar que la contaminació de l'aire, com el boirum, quedi atrapada a prop del sòl, amb efectes nocius per la salut. La inversió tèrmica també pot aturar el fenomen de la convecció, actuant com una capa aïllant. Si per algun motiu aquesta capa es trenca, la convecció de qualsevol humitat present pot ocasionar violents temporals.

## Condicions atmosfèriques
Una de les característiques més importants de l'atmosfera terrestre des del punt de vista termodinàmic és la variació de la temperatura a mesura que s'ascendeix en alçada, és a dir, el gradient tèrmic. És un factor de gran importància per la dispersió dels contaminants, i la situació normal és que la temperatura decreixi amb l'alçada. En les denominades condicions adiabàtiques, la disminució de temperatura amb l'alçada és constant, de l'ordre d'1 °C per cada 100 m, aquesta variació rep el nom de gradient adiabàtic de temperatures. També s'ha determinat la disminució real que normalment experimenta la temperatura amb l'alçada, mesurant la temperatura de l'aire en latituds mitjanes fins a alçades de 10 km aproximadament i s'ha trobat que la variació normal és d'uns 0,66 °C/ 100 m.
Un concepte important per estudiar la difusió dels contaminants és l'estabilitat atmosfèrica. En l'atmosfera l'estabilitat ve marcada en gran manera pel gradient real de temperatures en comparació amb el gradient adiabàtic, i aquesta determina la possibilitat del moviment vertical de contaminants.
Si es considera un petit volum de gas desplaçant-se cap amunt en el si de l'aire, és clar que es veurà sotmès gradualment a pressions menors, el que causa la seva expansió i posterior refredament. Si en arribar a una posició aquest gas continua estant més calent que l'aire que l'envolta, continuarà pujant. Per contra, si està més fred que l'aire que l'envolta, tendirà a baixar. Quan la temperatura de l'atmosfera descendeix amb l'alçada més ràpidament que el gradient adiabàtic el volum de gas considerat tendirà a seguir pujant, ja que la seva temperatura serà major que la de l'aire que l'envolti. En aquest cas es parla d'atmosfera inestable. En canvi, quan la temperatura de l'atmosfera varia amb l'alçada menys ràpidament que el gradient adiabàtic, el volum de gas en ascendir es trobarà envoltat d'aire a una temperatura major de la seva, i per això no podrà seguir pujant sinó que tornarà a la seva posició inicial. En aquest cas es diu que ens trobem en una situació d'atmosfera estable. Quan la temperatura de l'aire descendeix amb l'alçada segons el gradient adiabàtic direm que ens trobem amb una atmosfera neutra.
Una condició estable inhibeix la creació de remolins i la difusió de contaminants. Una condició inestable actua en sentit contrari, augmenta la creació de remolins i la difusió dels contaminants.

## Com i per què es produeix

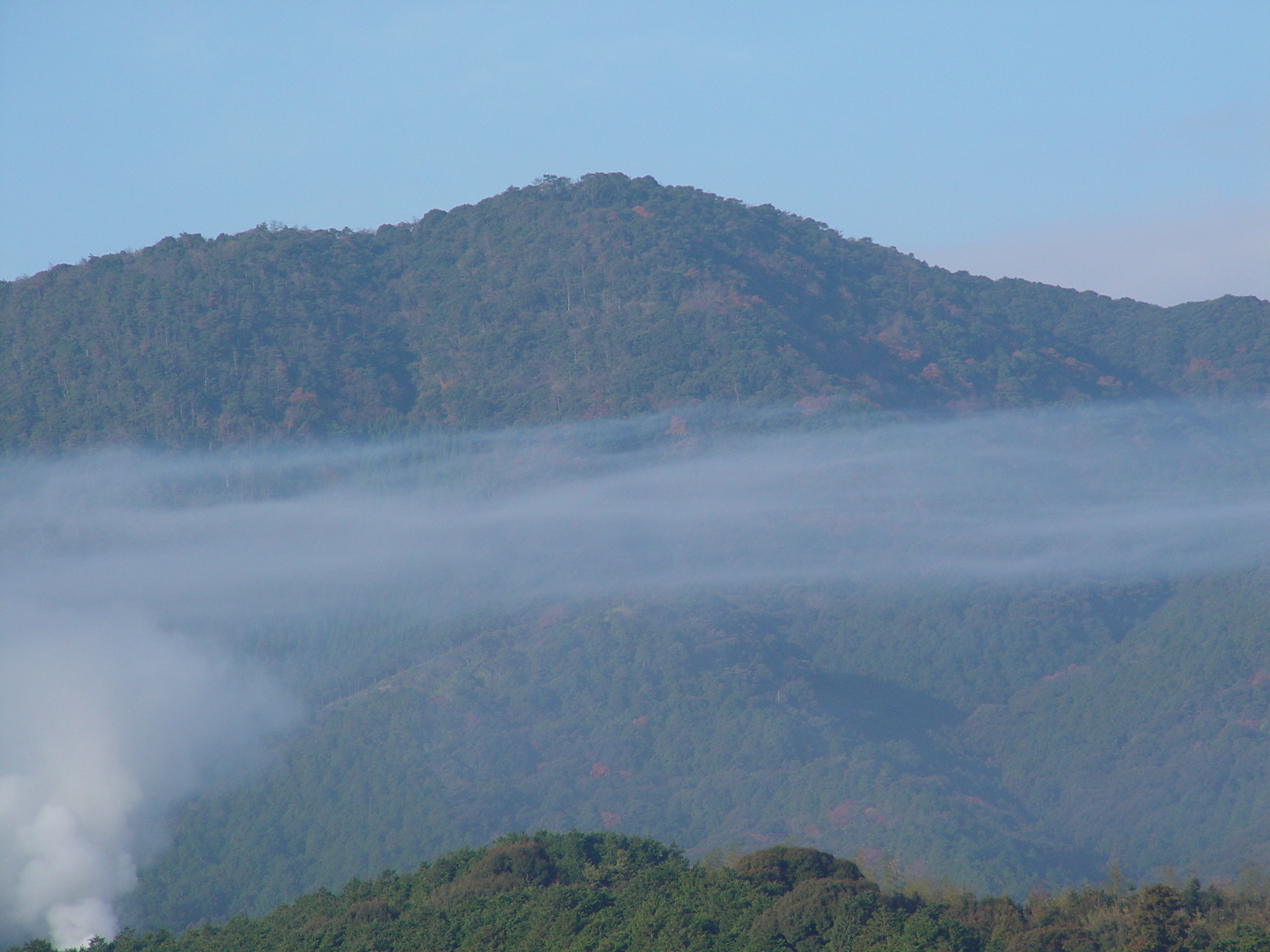
De vegades, com al cas de la imatge, la capa d'inversió tèrmica és visible.

El màxim grau d'estabilitat s'estableix en aquelles capes de l'atmosfera on la temperatura augmenta amb l'alçada. Els estrats on es presenta aquest fenomen s'anomenen inversions tèrmiques. Es diu punt d'inversió tèrmica a aquell on el gradient vertical de temperatura canvia de signe i capa d'inversió a la zona compresa entre dos punts d'inversió. Les inversions impedeixen la difusió vertical dels contaminant.
Condicions principals perquè es produeixi aquest fenomen són:
1. En les zones molt poblades o industrialitzades, perquè els efectes de les calefaccions i la circulació de vehicles fan que la temperatura sigui més elevada que en les zones que envolten les grans ciutats.
2. En les zones de costa, perquè la persistència dels vents o el seu caràcter de circulació tancat fan que els contaminants es dispersin dintre d'un volum d'aire limitat.
3. En les zones muntanyoses, que en les hores centrals del dia adquireixen una temperatura més elevada que l'aire que es troba al seu mateix nivell, provoca un escalfament de l'aire en contacte amb la muntanya, el qual s'eleva i provoca una brisa des de la vall cap a la muntanya. Per les nits, el refredament més ràpid de la muntanya serà la causa que la brisa circuli en sentit contrari.
4. L'existència de qualsevol tipus d'obstacle que pot induir turbulències en les masses de l'aire.
Generalment, la inversió tèrmica s'acaba quan en escalfar-se l'aire que està en contacte amb el sòl, es restableix la circulació normal en la troposfera. En condicions meteorològiques desfavorables, la inversió pot persistir durant diversos dies.

## Efectes i zones afectades

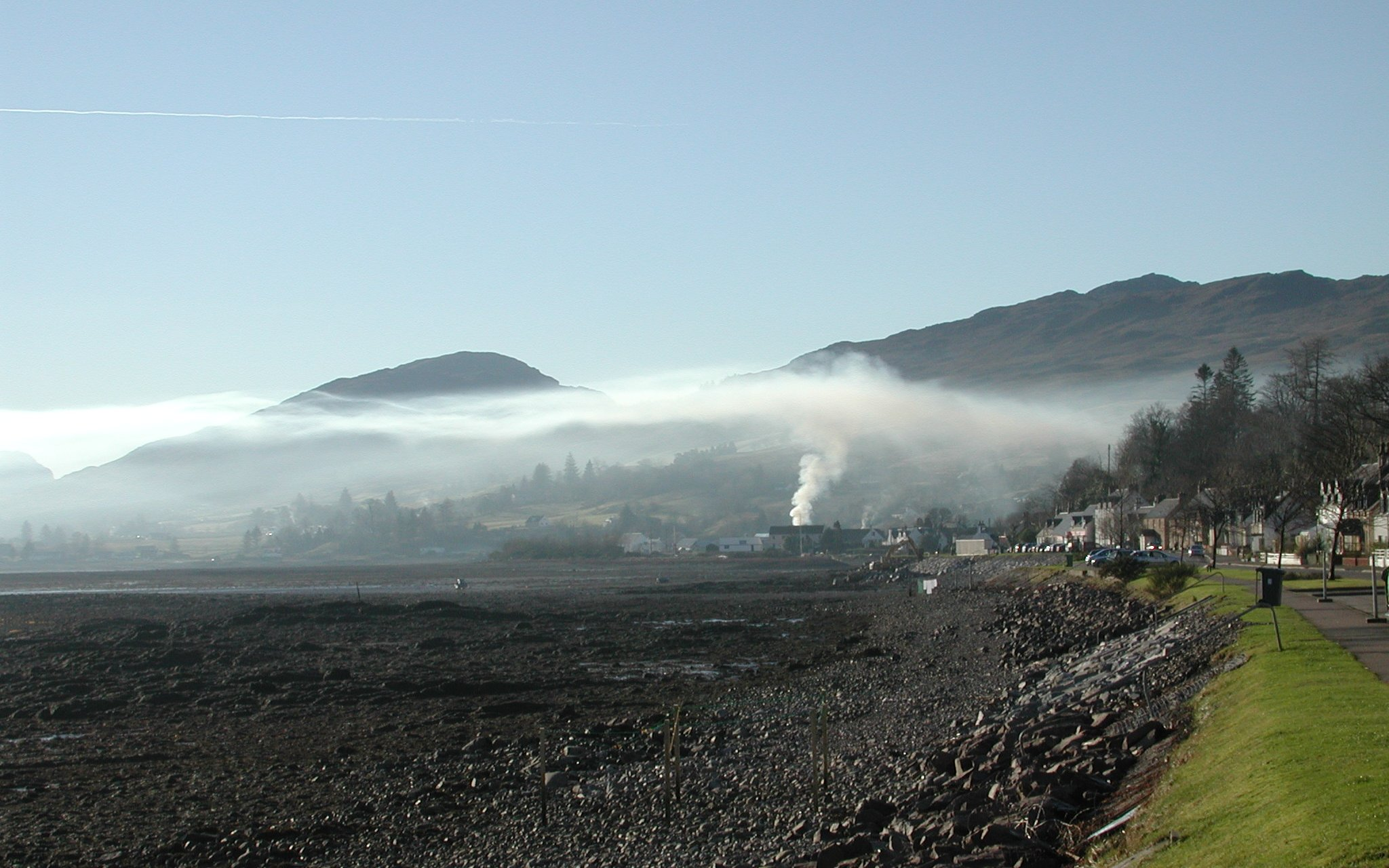
Efecte de la inversió tèrmica al fum generat per humans

Quan la velocitat del vent baixa a conseqüència de la inversió, els gasos emesos pels motors dels automòbils i altres contaminants no es dispersen i s'arriben a adquirir concentracions elevades, sobretot a les zones més poblades com, Atenes, Tokyo, Houston, São Paulo, Nova York, Milà, Bombai, Pekín, Singapur, Los Angeles, Londres, Santiago de Xile, San Diego i a la Ciutat de Mèxic. El fenomen també passa en petites ciutats com ara Oslo (Noruega), Praga (República Txeca) i Ljubljana (Eslovènia), les quals estan envoltades de muntanyes i turons. Sota la situació d'inversió tèrmica l'aire contaminat pot produir problemes respiratoris a la població.[²]
El gran boirum de Londres de 1952 és un gran exemple de situació d'inversió tèrmica amb una elevada concentració de SO₂ i de partícules de sutge, la qual va provocar la mort aproximadament de 4000 persones. Actualment, a Tokio, a la Ciutat de Mèxic i en altres ciutats es prenen mesures per disminuir el consum de calefacció i l'ús de vehicles, si es produeixen aquestes condicions.
A Catalunya la inversió tèrmica que es produeix a l'hivern a la Plana de Vic explica que les rouredes (més resistents al fred) ocupin les cotes baixes i les alzines que són més termòfiles en canvi estiguin en les zones més altes on les temperatures mínimes no són tan baixes. També es produeix a la ciutat de Barcelona a causa de la contaminació de l'aire per l'elevada circulació de vehicles i pels gasos emesos a les zones industrials.